# Polski Związek Orientacji Sportowej
Polski Związek Orientacji Sportowej (w skrócie PZOS) – stowarzyszenie kultury fizycznej, działające na terenie Rzeczypospolitej Polskiej. W jego ramach prowadzona jest działalność w następujących dyscyplinach orientacji sportowej:
- bieg na orientację (BnO),
- rowerowa jazda na orientację (RJnO),
- narciarski bieg na orientację (NBnO),
- orientacja precyzyjna (Trail-O, kiedyś Orientacja Sportowa Niepełnosprawnych – OSN).

Związek jest członkiem Międzynarodowej Federacji Orientacji Sportowej.

## Historia
PZOS powstał 9 września 1989 roku jako Polski Związek Biegu na Orientację (PZBnO). Związek został powołany przez grupę inicjatywną polskich klubów, których przedstawiciele spotkali się na I Walnym Zjeździe w Gdyni.
19 marca 2006 Krajowy Nadzwyczajny Zjazd Delegatów uchwalił zmianę nazwy związku na Polski Związek Orientacji Sportowej (PZOS). Nazwa została zmieniona ze względu na wzrost znaczenia orientacji rowerowej i narciarskiej.

## Prezesi
Chronologiczna lista prezesów:
1. Mieczysław Skrzypek[2] (od 9 września 1989 do 2 marca 1991)
2. Konrad Janowski[2] (od 2 marca 1991 do 18 grudnia 2004)
3. Tadeusz Patejko[3] (od 18 grudnia 2004 do 16 grudnia 2012)
4. Jerzy Antonowicz[4] (od 16 grudnia 2012 do 14 kwietnia 2016)
5. Krzysztof Urbaniak[5] (od 14 kwietnia 2016 do 19 września 2020)
6. Łukasz Charuba[6] (od 19 września 2020)